# Rivière Deguise
Der Rivière Deguise ist ein 74 km langer Zufluss der Hudson Bay im Nordwesten der Ungava-Halbinsel in der arktischen Tundra der Region Nunavik in der Verwaltungsregion Nord-du-Québec der kanadischen Provinz Québec.

## Flusslauf
Der Rivière Deguise hat seinen Ursprung in einem kleinen namenlosen etwa 300 m hoch gelegenen See, etwa 70 km nordöstlich von Akulivik. Der Rivière Deguise durchfließt den Kanadischen Schild. Er fließt anfangs als kleiner Bach 5 km in überwiegend südöstlicher Richtung. Anschließend fließt er 12 Kilometer annähernd gerade längs einer Verwerfung nach Südwesten. Dabei fließt er parallel zu dem 3 km weiter südöstlich verlaufenden Rivière Chukotat. Im Anschluss wendet sich der Rivière Deguise nach Westen. Bei Flusskilometer 16 biegt der Fluss scharf nach Norden ab. Er nimmt noch kurz vor seiner Mündung in die Baie Ijaittuit (auch als Kettlestone Bay bezeichnet), eine Bucht am Ostrand der Hudson Bay, den Ruisseau Saniqqamatik rechtsseitig auf. Das Einzugsgebiet des Rivière Deguise umfasst eine Fläche von 640 km². Ein größerer See im Einzugsgebiet ist der Lac Carye. Im Norden grenzt das Einzugsgebiet des Rivière Deguise an das des Rivière Delaize.

## Namensgebung
Der Fluss wurde nach dem Priester François-Joseph Deguise (1759–1835) benannt. Dieser war von 1821 bis zu seinem Tod unter anderem Generalvikar im Erzbistum Québec. Der Rivière Deguise ist auch unter dem Inuit-Namen Ijaittuit Kuunga bekannt. Dieser bedeutet „Fluss von Ijaittuit“.